# Halo Wars
Pour les articles homonymes, voir Halo.
Halo Wars est un jeu de stratégie en temps réel développé par Ensemble Studios et publié par Microsoft Game Studios sur la console Xbox 360. La sortie s'est faite le 26 février 2009 au Japon et en Australie, le 27 février en Europe et le 3 mars aux États-Unis. Ce jeu se déroule dans l'univers de fiction Halo en l'an 2531, vingt ans avant les évènements du jeu Halo: Combat Evolved. Le joueur commande des soldats humains du vaisseau Spirit of Fire pour empêcher qu'une flotte d'anciens vaisseaux tombe aux mains de l'Alliance Covenante.
Le jeu a été officiellement présent au Xbox Show 2006. Ensemble Studios a créé le jeu pour qu'il soit spécifiquement adapté à la Xbox 360. Le studio a été fermé par Microsoft juste avant la sortie du jeu mais un nouveau studio a été créé par des membres d'Ensemble Studios. Appelé Robot Entertainment, l'entreprise continue de s'occuper du jeu par le biais de mises à jour et de contenu téléchargeable. Le jeu a fait l'objet d'une suite, Halo Wars 2.

## Synopsis

### Univers
L'histoire de Halo Wars se déroule vingt ans avant les évènements de Halo: Combat Evolved, au début de la guerre opposant les Humains du CSNU et l'Alliance Covenante. Le jeu nous permettra de voir de nouvelles unités et véhicules du CSNU, ainsi que l'armada du programme Spartan-II, dont le Master Chief (le héros de la série Halo) est l'un des derniers représentants. Sept personnages de la trilogie halo sont présents dans ce jeu : le Capitaine Cutter, le Professeur Anders, le sergent Forge, un Arbiter inconnu, le Prophète du Regret, le chef Brute et l'intelligence artificielle Serina. Les Parasites sont également impliqués dans l'histoire.
Le scénario de Halo Wars se déroule dans l'univers de Halo au XXVIe siècle. En 2525, un collectif de races extraterrestres connu sous le nom d'Alliance Covenante attaque l'espèce humaine, qu'ils considèrent comme hérétique. Le jeu se déroule en l'an 2531, environ vingt ans avant les événements de Halo: Combat Evolved. Six ans après l'invasion de Harvest par les Covenant, des forces du CSNU sont toujours en train de se battre sur la planète.

### Personnages principaux
Le commandant du vaisseau de guerre du CSNU Spirit of Fire est le capitaine James Cutter, un leader admiré par ses hommes.
Le sergent John Forge est un marine qui sert sous les ordres du capitaine Cutter ; sa dévotion à ses hommes lui a valu d'avoir été emprisonné deux fois pour avoir désobéi aux ordres.
Le professeur Ellen Anders se joint à l'expédition militaire du Spirit of Fire ; c'est une scientifique qui s'intéresse aux anciennes ruines des Forerunners.
Le Spirit of Fire est contrôlé par Serina, une intelligence artificielle au sens de l'humour sardonique.
L'expédition Covenante à la recherche d'artefacts Forerunners est menée par Ripa 'Moramee, un guerrier Shangheili devenu l'Arbiter, chargé par le Haut prophète du Regret de planifier la destruction de l'espèce humaine.

### Scénario
Le Spirit of Fire est envoyé sur les ruines de la planète Harvest pour enquêter sur une activité Covenant. le capitaine Cutter apprend que les Covenants ont extrait quelque chose au pôle nord. Lorsque le poste principal du CSNU sur Harvest est capturé, Cutter ordonne au sergent Forge de le reprendre.
Peu après, Forge découvre que les Covenants, sous les ordres de l'Arbiter, ont découvert une installation Forerunner. Les troupes de Forge viennent à bout des Covenants avant qu'ils puissent détruire l'installation et le professeur Anders arrive. Elle détermine que l'installation est une carte interstellaire et reconnaît les coordonnées de la colonie humaine Arcadia.
Le Spirit of Fire voyage alors jusqu'à Arcadia, où les Covenants ont commencé à attaquer les villes et massacrer les civils. Forge contacte les forces spéciales Spartan de la région et les aide à organiser l'évacuation. Les Covenants construisent un gigantesque bouclier d'énergie pour masquer la construction d'un Scarab, mais les forces du CSNU utilisent un équipement expérimental pour passer à travers. Le Scarab est détruit mais l'Arbiter kidnappe Anders et s'enfuit de la planète avec un destroyer covenant qui passe en sous-espace.
Forge et les Spartans retournent au Spirit of Fire et suivent le signal d'Anders pour arriver sur une planète inconnue dans un autre système solaire. La surface de la planète est infestée par le Parasite qui attaque et assimile toute forme de vie intelligente qu'il rencontre. Le Spirit of Fire active par inadvertance une station Forerunner et rentre à l'intérieur de la planète. Le Flood s'empare du vaisseau et des sentinelles Forerunners apparaissent pour éliminer le Flood ainsi que les troupes du CSNU. L'équipage découvre que la planète est creuse, avec un intérieur habitable et un soleil miniature. Les Covenants prévoient d'activer une flotte de vaisseaux Forerunner à l'intérieur de la planète et de s'en servir pour détruire l'humanité.
Alors que les vaisseaux Forerunners sont activés et que Le Spirit of Fire affronte le destroyer covenant, Anders s'échappe à travers un téléporteur et est secourue par Forge. Cutter décide de détruire la flotte Forerunner plutôt que de permettre aux Covenants de l'utiliser. Anders détermine que la meilleure façon annihiler cette flotte est de faire exploser l'hyperpropulsion du vaisseau dans le soleil de la planète, l'explosion causant une supernova.
Avant qu'ils puissent préparer le réacteur, Forge et les Spartans sont attaqués par l'Arbiter et ses Élites. Les Spartans viennent à bout des extraterrestres et Forge tue l'Arbiter. Le réacteur est abîmé pendant le vol et nécessite une détonation manuelle. Forge se porte volontaire pour cette tâche suicidaire, disant aux Spartans qu'on aura besoin de chacun d'entre d'eux pendant les combats à venir.
Le vaisseau s'enfuit pendant que Forge surcharge l'hyperpropulsion, détruisant la flotte Forerunner au passage. Sans son hyperpropulsion, le Spirit of Fire dérive dans l'espace, et l'équipe passe alors en sommeil cryogénique.

## Distribution

### Doublage
- Gregg Berger : Capitaine James Cutter
- Courtenay Taylor : Serina
- Leigh-Allyn Baker : Spartan Alice-130 / Mère d'Adam
- Kim Mai Guest : Professeur Ellen Anders
- Nolan North : Sergent John Forge
- David Sobolov : Arbiter Ripa 'Moramee
- Robin Atkin Downes : Haut Prophète du Regret
- Marc Worden : Thrallslayer
- Peter Reneday : Ministre de la Pénitence

## Système de jeu
Halo Wars est un jeu de stratégie en temps réel dans le style de Starcraft qui implique des unités et des bases sur différentes maps de l'univers Halo. Le joueur peut contrôler des véhicules, de l'infanterie, des unités aériennes, s'emparer de bases supplémentaires et leur donner différents ordres, en sachant que chaque unité a une attaque spéciale. Il est en outre possible de modifier ces unités et de les rendre plus puissantes. Le joueur doit se battre contre les parasites et les covenants dans la campagne solo. Quant au mode multijoueur, il permet à 2, 4 ou 6 joueurs de s'affronter simultanément en 1vs1, 2vs2 et 3vs3. Il est aussi possible de rajouter des bots et de modifier leurs difficultés : facile, normal, héroïque et légendaire. Le jeu propose 6 commandants : 3 humains et 3 covenants, chacun ayant un pouvoir et des unités spécifiques.

## Développement

### Conception
À l'origine, Bungie avait conçu Halo: Combat Evolved comme un jeu de stratégie en temps réel dans lequel le joueur contrôlerait des unités et des véhicules dans un environnement en 3 dimensions. Mais Microsoft a racheté Bungie en 2000 et le jeu est devenu un jeu de tir à la première personne. Bungie a produit deux suites, Halo 2 en 2004 et Halo 3 en 2007, avant de se séparer de Microsoft et de redevenir une société indépendante. Microsoft est resté propriétaire de la licence Halo.
SHane Kim, directeur de Microsoft Game Studios, a annoncé au moment de la séparation vouloir continuer à investir dans Halo.
EN 2004, Ensemble Studios, un studio appartenant à Microsoft et connu pour la série de jeux de stratégie Age of Empires, a commencé à travailler sur ce qui deviendra Halo Wars. Le studio a confirmé en avril 2006 qu'il travaillait sur un jeu de stratégie pour console. Tony Goodman, le CEO, l'a annoncé sans révéler le titre du jeu. Il a décrit le jeu comme étant plus court et nerveux que leurs précédents projets.
Halo Wars ne devait à la base pas être un jeu Halo. Ensemble Studios a passé entre 12 et 18 mois sur les contrôles à la manette en utilisant le moteur d'Age of Mythology. L'équipe de développement a créé une extension pour Age of Mythology, The Titans, et s'en est servi comme base pour ses expérimentations. Le studio a trouvé que gérer les ressources, les unités et les bâtiments du jeu était trop compliqué avec une manette.
Le designer Justin Rouse a dit que l'équipe a gardé les contrôles développés lors de ces essais mais a reconstruit le reste du jeu à partir de zéro. Le but étant de réaliser « le premier grand jeu de stratégie sur console », Ensemble Studios a simplifié les mécanismes du genre ; la seule ressource du jeu est produite dans chaque base, ce qui permet au joueur de faire rapidement le tour de ses bases plutôt que d'avoir à gérer de multiples points d'extractions de ressources.
Une fois les développeurs satisfaits par les contrôles, ils ont présenté leur projet à Microsoft, qui a suggéré d'en faire un jeu Halo.
Bien qu'Ensemble Studios ait dû produire de nombreux éléments graphiques pour le jeu, Bungie avait laissé de nombreux documents de référence pour le projet de long-métrage Halo, que l'équipe de Halo Wars a pu utiliser. L'équipe s'est également inspirée de la série principale Halo mais à cause de la vue éloignée de Halo Wars, les traits ont dû être accentués pour rendre les personnages plus reconnaissables de loin. Pour s'assurer de la continuité artistique avec les jeux précédents, le studio a créé un ensemble de règles à suivre pour leurs artistes.
Le designer Graeme Devine a indiqué que le challenge avec Halo Wars était de pousser les fans de Halo à jouer à un jeu de stratégie et les fans de stratégie à jouer à un Halo,,.
Les développeurs ont fait tester le jeu à des fans de Halo ; leur retour a conduit à ajouter des capacités spéciales dans le jeu, ce qui d'après Devine a renforcé le côté Halo du jeu.
Ensemble avait d'abord pensé à rendre les Floods jouables mais l'idée n'a finalement pas été développée. D'après Devine, c’est parce que les Floods auraient dû être similaires aux Zergs de Starcraft pour garder le jeu équilibré mais que ce rôle ne leur correspondait pas.
À cause du rôle prépondérant du Master Chief dans les jeux Halo, des efforts ont été faits concernant les unités Spartan. Le développeur Dave Pottinger a dit qu'ils devaient correspondre aux attentes des fans de Halo. L'équipe espérait que le joueur s'attacherait aux Spartans durant la campagne et leur a donné à chacun un nom. Le character design des Spartans est censé mettre en avant leur inexpérience et le fait que l'action du jeu se déroule plusieurs dizaines d'années avant la trilogie principale.
Ensemble Studios a étendu l'univers de Halo pendant le développement du jeu afin de créer des unités supplémentaires et donner plus d'options stratégiques au joueur. Parmi ces nouvelles unités, on trouvait le Gorgon, un robot bipède antiaérien. Cependant, le studio a ensuite réalisé qu'il invalidait une de ses règles : « tout ce qui marche sur deux jambes est une unité d'infanterie ». À la place, l'équipe a ajouté un nouveau vaisseau appelé le Vampire.
Le Cyclops a quant à lui été créé pour fournir à CSNU un équivalent aux unités de corps à corps des Covenants.
Des contraintes de temps ont empêché de nombreux éléments d’apparaître dans le jeu final. De plus, certains éléments de l'univers Halo ne fonctionnaient pas dans un jeu de stratégie.
Bien que plus de 100 personnes aient travaillé sur le projet, avec un budget de plusieurs dizaines de millions de dollars, la campagne Covenant n'a pas été réalisée par manque de moyens.

### Annonces

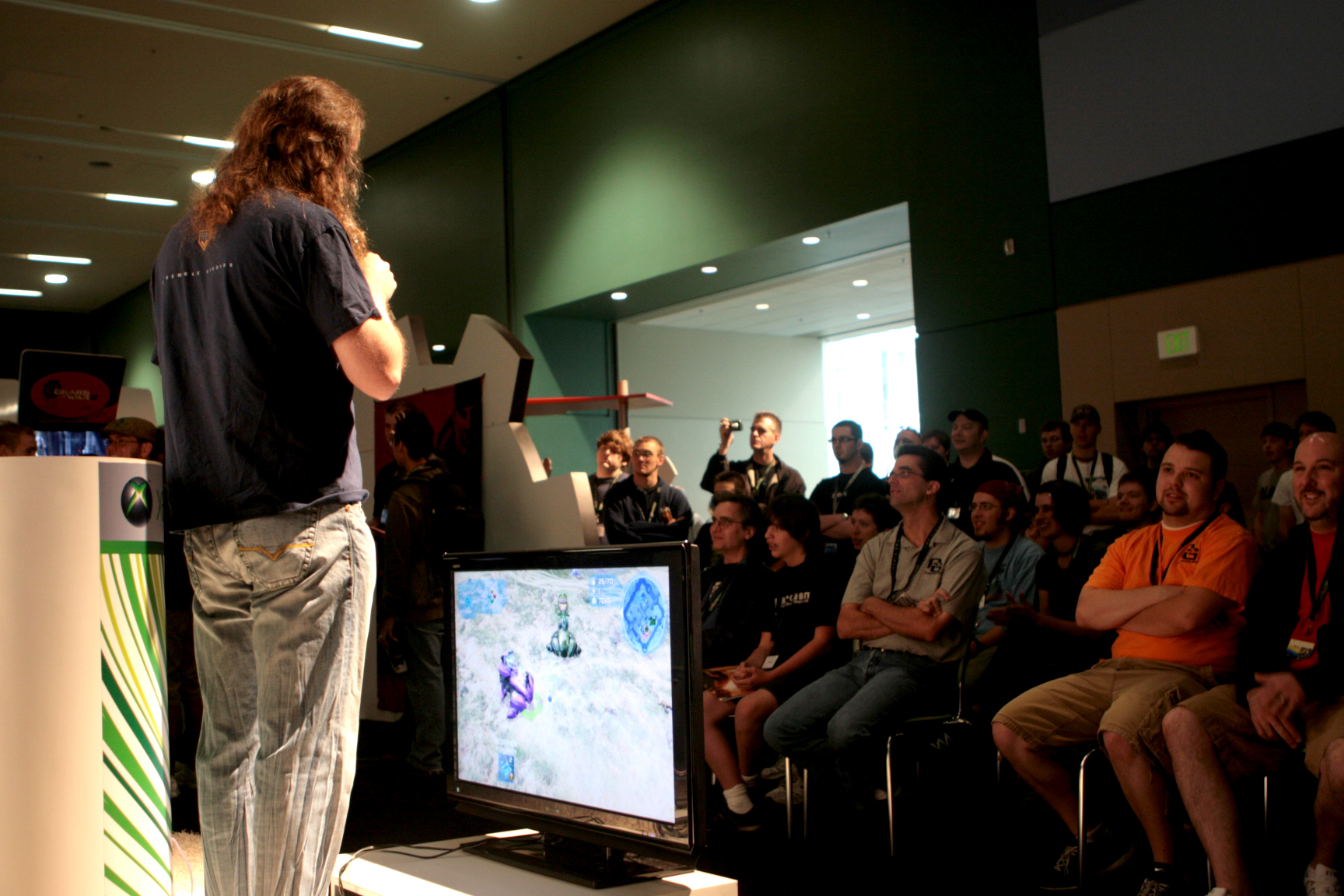
Démonstration dHalo Wars à la Penny Arcade Expo en 2008.

Le jeu a été annoncé pour la première fois lors du X06, avec un trailer réalisé par Blur Studio. Celui-ci montre un groupe de Warthog recherchant des soldats disparus. Des Covenants prennent la patrouille en embuscade, il s'ensuit une bataille entre les humains et les extraterrestres. La vidéo s'achève sur l'arrivée de renforts spartans. GameSpy a mis cette vidéo dans son top 25 des meilleures cinématiques de jeux vidéo, car montrant« le monde d'Halo à grande échelle ».
Halo Wars est présente durant l'Electronic Entertainment Expo (E3) de 2007 et 2008.

### Bande-son
| Halo Wars Original Soundtrack       | Halo Wars Original Soundtrack |  |
| Titre                               | Durée                         |  |
| ----------------------------------- | ----------------------------- |  |
|                                     |                               |  |
| Spirit of Fire                      | 2:11                          |  |
| Bad Here Day                        | 3:00                          |  |
| Perspective                         | 1:24                          |  |
| Money or Meteors                    | 3:23                          |  |
| Flollo                              | 3:01                          |  |
| Just Ad Nauseum                     | 0:56                          |  |
| Unusually Quiet                     | 1:29                          |  |
| Flip and Sizzle                     | 3:39                          |  |
| Put the Lady Down                   | 2:20                          |  |
| Six-Armed Robbing Suit              | 2:55                          |  |
| Action Figure Hands                 | 2:59                          |  |
| Status Quo Show                     | 1:13                          |  |
| Part of the Plan                    | 0:29                          |  |
| Work Burns and Runaway Grunts       | 3:06                          |  |
| Freaked Out                         | 0:44                          |  |
| Rescued or Not                      | 1:31                          |  |
| Best Guess at Best                  | 2:55                          |  |
| One Problem at a Time               | 1:14                          |  |
| De Facto the Matter                 | 1:31                          |  |
| Part of the Problem                 | 2:58                          |  |
| Fingertips Are Broken               | 3:22                          |  |
| Out of There Alive                  | 1:04                          |  |
| Through Your Hoops                  | 1:35                          |  |
| Under Your Hurdles                  | 1:28                          |  |
| Insignificantia (All Sloppy/No Joe) | 3:19                          |  |
| Durée totale : 53:57                |                               |  |

La musique de Halo Wars est composée par Stephen Rippy, le compositeur de la série des Age of Empires. Rippy avait très à cœur de garder l'univers musical de la série Halo, pour cela il s'équipa de nouveaux matériels afin d'exprimer sa créativité de la meilleure des façons. Des musiques écrites par Martin O'Donnell des précédents volets seront présentes dans Halo Wars.

## Accueil
Halo Wars étant un volet de la très populaire série Halo, cet opus était attendu par la grande communauté des fans. L'équipe Xbox d'IGN a classé le jeu Halo Wars à la septième place des jeux les plus attendus de l'année 2009. Le magazine Next Generation l'a classé quant à lui à la cinquième position. La démo est sortie sur le Xbox Live le 11 février 2009, elle a été téléchargée plus de 2 000 000 fois en 5 jours.

## Suite
Le 4 août 2015, Microsoft a annoncé Halo Wars 2, développé par Creative Assembly avec l'aide de 343 Industries. Le jeu est sorti le 21 février 2017 pour la Xbox One et Windows 10.